# سارة هورنونغ
سارة هورنونغ هي لاعبة رماية سويسرية، ولدت في 14 أبريل 1996 في بورن أن دير آغ في سويسرا.

## وصلات خارجية
- سارة هورنونغ على موقع الاتحاد الدولي (الإنجليزية)
- سارة هورنونغ على موقع اللجنة الأولمبية الدولية (الإنجليزية)
- سارة هورنونغ على موقع أوليمبيديا (الإنجليزية)